# Euphaedra kakamegae
Euphaedra kakamegae är en fjärilsart som beskrevs av Carpenter 1935. Euphaedra kakamegae ingår i släktet Euphaedra och familjen praktfjärilar. Inga underarter finns listade i Catalogue of Life.